# 메이, 준
《메이, 준》은 2005년 12월 17일에 MBC에서 방영한 베스트극장이다.

## 줄거리
킬러라는 직업을 가진 남녀의 이야기를 통해 현대인의 삶과 사랑의 공허함을 보여주는 이야기다.

## 등장 인물

### 주요 인물
- 신성우 : 준 역
- 박예진 : 메이 역

### 그 외 인물
- 최일화
- 유민혁
- 제롬 도
- 리키
- 조경호
- 박성균
- 김은혜
- 양혜원
- 최수환
- 임지민
- 김보라